# Cryptocephalus virens
Cryptocephalus virens is een keversoort uit de familie van de bladkevers (Chrysomelidae). De wetenschappelijke naam van de soort werd in 1847 gepubliceerd door Christian Wilhelm Ludwig Eduard Suffrian.